# United States Under Secretary of State for Economic Growth, Energy, and the Environment
Der Under Secretary of State for Economic Growth, Energy, and the Environment (Unterstaatssekretär für wirtschaftliches Wachstum, Energie und Umwelt) ist ein hochrangiger Mitarbeiter des US-Außenministeriums und nimmt im Range eines United States Under Secretary of State nach dem Vizeaußenminister (Deputy Secretary of State) gleichrangig neben den für andere Aufgabenbereiche zuständigen anderen Under Secretaries of State die dritthöchste Position im Außenministerium ein.

## Geschichte des Amtes

Organigramm: Die administrative Gliederung des Außenministeriums (englisch)

Durch eine Entscheidung des US-Kongresses wurde zum 1. August 1946 erstmals die Funktion eines Unterstaatssekretärs für Wirtschaftsangelegenheiten (Under Secretary of State for Economic Affairs) als dritthöchster Beamter des Außenministeriums für eine zweijährige Periode geschaffen. Nachdem diese Position nicht erneuert wurde, befand sich die Zuständigkeit für Außenwirtschaftsangelegenheiten zwischen 1947 und 1958 beim Vize-Außenminister oder einem Vize-Unterstaatssekretär (Assistant Secretary of State).
Am 30. Juni 1958 führte der US-Kongress durch das Gemeinsame Sicherheitsgesetz (Mutual Security Act) die Funktion des Under Secretary of State for Economic Affairs wieder ein. Im folgenden Jahr erlaubte das Außenministeriumsorganisationsgesetz (Department of State Organization Act) vom 30. Juli 1959 dem US-Präsidenten entweder einen Unterstaatssekretär für politische Angelegenheiten (Under Secretary for Political Affairs) oder einen Unterstaatssekretär für wirtschaftliche Angelegenheiten zu ernennen. Da es zwischen 1959 und 1972 keinen Under Secretary of State for Economic Affairs gab, lag die Zuständigkeit für Außenwirtschaftsangelegenheiten abermals entweder bei einem Unterstaatssekretär oder einem Vize-Unterstaatssekretär.
Mit Datum vom 13. Juli 1972 richtete der US-Kongress durch das Außenbeziehungsautorisierungsgesetz (Foreign Relations Authorization Act) die jeweils eigenständigen und ständigen Positionen eines Unterstaatssekretärs für Wirtschaftsangelegenheiten und für politische Angelegenheiten ein. Am 16. August 1985 änderte der US-Kongress den Titel nach der Aufnahme der Zuständigkeit für Landwirtschaftsangelegenheiten in Under Secretary of State for Economic and Agricultural Affairs. Der Unterstaatssekretär für Wirtschafts- und Landwirtschaftsangelegenheiten diente als erster Berater des Außenministers und des Vizeaußenministers bei Fragen, die sich auf Außenwirtschafts- und Außenhandelspolitik bezogen. Besondere Dienste, Zuständigkeiten und Aufgaben variierten im Laufe der Zeit. Jeder Amtsinhaber führte den Titel mit einer funktionalen Bezeichnung seiner Zuständigkeit.
Am 12. Mai 1994 wurde der Titel geändert in Unterstaatssekretär für Wirtschaft, Handel und Landwirtschaftsangelegenheiten (Under Secretary of State for Economic, Business, and Agricultural Affairs) sowie am 8. Dezember 2011 schließlich in Unterstaatssekretär für wirtschaftliches Wachstum, Energie und Umwelt(Under Secretary for Economic Growth, Energy, and the Environment).

## Amtsinhaber

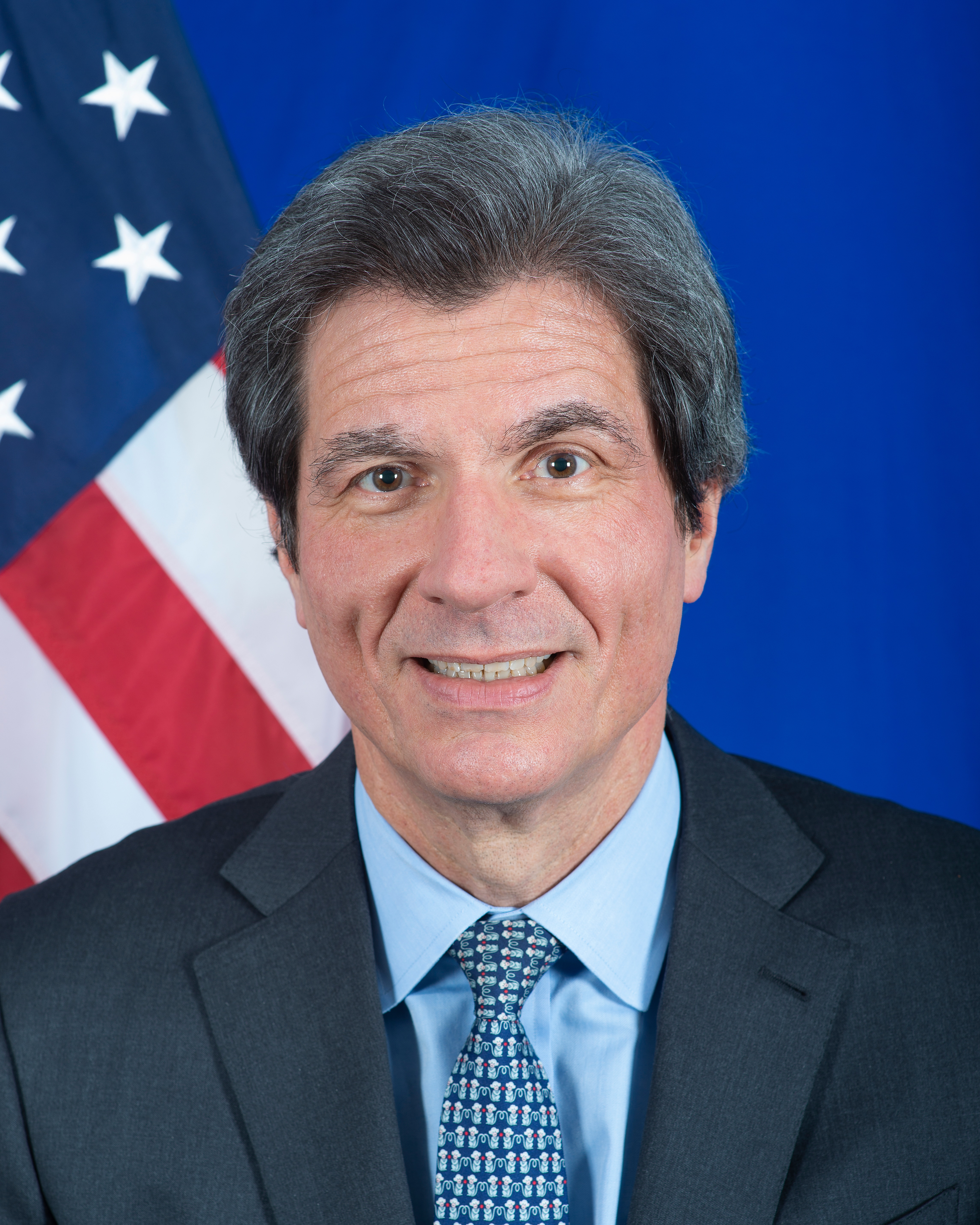
Jose W. Fernandez

| Beginn der Amtszeit | Ende der Amtszeit | Amtsinhaber                     | Lebensdaten |
| ------------------- | ----------------- | ------------------------------- | ----------- |
| 17. August 1946     | 15. Oktober 1947  | William L. Clayton              | 1880–1966   |
| 1. Juli 1958        | 11. Juni 1959     | C. Douglas Dillon               | 1909–2003   |
| 1. Februar 1961     | 3. Dezember 1961  | George Ball                     | 1909–1994   |
| 18. März 1965       | 31. Mai 1966      | Thomas C. Mann                  | 1912–1999   |
| 2. Februar 1973     | 14. März 1974     | William J. Casey                | 1913–1987   |
| 3. Januar 1975      | 9. April 1976     | Charles W. Robinson             | 1919–2014   |
| 18. Juni 1976       | 31. Dezember 1976 | William D. Rogers               | 1927–2007   |
| 8. April 1977       | 19. Januar 1981   | Richard N. Cooper               | 1934–2020   |
| 29. Juni 1981       | 20. Januar 1982   | Myer Rashish                    | 1924–1995   |
| 23. September 1982  | 20. Januar 1989   | W. Allen Wallis                 | 1912–1998   |
| 14. April 1989      | 3. Mai 1991       | Richard T. McCormack            | * 1941      |
| 20. Mai 1991        | 23. August 1992   | Robert Zoellick                 | * 1953      |
| 1. April 1993       | 24. Februar 1997  | Joan Spero                      | * 1944      |
| 6. Juni 1997        | 16. Juli 1999     | Stuart E. Eizenstat             | * 1943      |
| 24. November 1999   | 25. Februar 2005  | Alan Larson                     | * 1949      |
| 23. August 2005     | 4. April 2007     | Josette Sheeran                 | * 1954      |
| 26. Juli 2007       | 20. Januar 2009   | Reuben Jeffery III              | * 1953      |
| 23. September 2009  | 31. Juli 2013     | Robert Hormats                  | * 1943      |
| 22. April 2014      | 20. Januar 2017   | Catherine A. Novelli            | * 1957      |
| 28. September 2018  | 20. Juni 2019     | Manisha Singh (kommissarisch)   | * 1971      |
| 21. Juni 2019       | 20. Januar 2021   | Keith J. Krach                  | * 1957      |
| 20. Januar 2021     | 5. August 2021    | Marcia Bernicat (kommissarisch) | * 1953      |
| 6. August 2021      | amtierend         | Jose W. Fernandez               | * 1955      |